# Папужець малабарський
Папужець малабарський (Psittacula columboides) — вид папугоподібних птахів родини Psittaculidae. Поширений у Південній Азії.

## Поширення
Ендемік Індії. Мешкає в обмеженому ареалі на південному заході країни від околиць Мумбаю до півдня штату Керала. Мешкає в листяних або вічнозелених тропічних лісах на висоті від 400 до 1000 метрів над рівнем моря.

## Опис
Папуга завдовжки близько 38 см. Демонструє явний статевий диморфізм. У дорослого самця голова, спина та груди сірі, тім'я синє, дзьоб помаранчевий, райдужна оболонка жовта, періофтальмічна область заштрихована зеленим кольором, видимий чорний комір із блакитними краями, крила зелені з синюватим відтінком, блакитний хвіст, рожеві груди, жовтувато-зелений живіт, синій круп. Самиця відрізняється зеленими грудьми, злегка блакитним хвостом, зменшеним коміром і чорним дзьобом.

## Спосіб життя
Деревний птах. Пересувається групами по 4-6 птахів. Він спускається на землю лише на зернових культурах, щоб харчуватися качанами кукурудзи, тоді як решта його раціону (горіхи, фрукти, ягоди, паростки, інжир) знаходиться безпосередньо на деревах. Часто спостерігалося поїдання квітів і пилку дерев Erythrina і Grevillea. Репродуктивний період триває з січня по березень. Гніздо в дуплі дерева містить 3-4 яйця, які висиджують 27 днів. Молодняк оперяється приблизно через 8 тижнів після вилуплення.